# Condado de Ricla
El condado de Ricla es un título nobiliario español de carácter hereditario concedido por Felipe II de España el 2 de enero de 1589 a Francisco Manuel de los Cobos y Luna, II marqués de Camarasa, señor de Ricla, virrey de Aragón, caballero de la Orden de Santiago.

## Condes de Ricla
|                                  | Titular                                                            | Periodo                          |
| Creación por Felipe II de España | Creación por Felipe II de España                                   | Creación por Felipe II de España |
| -------------------------------- | ------------------------------------------------------------------ | -------------------------------- |
| II                               | Francisco Manuel de los Cobos y Luna                               | 1589-1612                        |
| II                               | Diego de los Cobos Guzmán y Luna                                   | ? -1637                          |
| III                              | Francisco de los Cobos y Centurión                                 | ? -1645                          |
| IV                               | Manuel de los Cobos y Luna                                         | 1646-1668                        |
| V                                | Baltasar Gómez de los Cobos y Luna                                 | 1668-1715                        |
| VI                               | Miguel Baltasar Sarmiento de los Cobos                             | 1715-1733                        |
| VII                              | María Micaela Gómez de los Cobos                                   | 1733-1761                        |
| VIII                             | Ambrosio Funes de Villalpando y Abarca de Bolea                    | 1748-1780                        |
| IX                               | Baltasara de los Cobos y Luna                                      | 1780-1791                        |
| X                                | Domingo Gayoso de los Cobos                                        | 1791-1803                        |
| XI                               | Joaquín María Gayoso de los Cobos y Bermúdez de Castro             | 1803-1849                        |
| XII                              | Francisco de Borja Gayoso Téllez-Girón de los Cobos Luna y Mendoza | 1849-1860                        |
| XIII                             | Jacobo Gayoso de los Cobos y Téllez-Girón                          | 1860-1871                        |
| XIV                              | Francisca de Borja Gayoso de los Cobos y Sevilla                   | 1871-1926                        |
| XV                               | Cristina Fernández de Henestrosa y Gayoso de los Cobos             | 1926-¿?                          |
| XVI                              | Ignacio Fernández de Henestrosa y Gayoso de los Cobos              | 1926-1948                        |
| XVII                             | Victoria Eugenia Fernández de Córdoba y Fernández de Henestrosa    | 1991-2003                        |
| XVIII                            | Ignacio Medina y Fernández de Córdoba                              | 2003-2006                        |
| XIX                              | Ana Luna de Medina y Orleans-Braganza                              | 2006-Actual                      |